# Макарова-Шевченко, Вера Васильевна
Вера Васильевна Макарова-Шевченко (25 августа 1892 — 6 декабря 1965) — российская исполнительница вокала меццо-сопрано. Заслуженная артистка РСФСР (1933). Солистка Большого театра (1918—1941).

## Биография
Родилась 25 августа 1892 года в Воронежской губернии, в крестьянской семье.
Прошла обучение в Воронежской женской гимназии. С 1908 по 1911 годы проходила обучение драматической школе Малого театра, в классе А. Ленского и А. Федотова, получила знания в области сценического искусства. Одновременно обучалась вокалу в Московской консерватории, в классе В. Зарудной.
С 1911 по 1913 годы работала на сцене драматических театров в Петербурге, Омске, Казани, Иркутске и других городах страны.
Она была заметна исполняя роли в пьесах А. Островского: Катерина («Гроза»), Кручинина («Без вины виноватые»), Тугина («Последняя жертва»). На оперной сцене Макарова-Шевченко дебютировала в зале московского «Свободного театра», а в 1913 году исполняла партии в Опере С. Зимина.
В сезоне 1916/1917 годов работала солисткой московского Военного оперного театра. С 1918 по 1941 годы, с небольшим перерывом в 1928 году, Макарова-Шевченко была солисткой оперной труппы Большого театра в Москве.
В 1915 году принимала участие в гастролях в Харькове, Одессе, Киеве, Риге. В 1921 году выступила в московском театре «Коробочка» Б. С. Борисова.
Вела большую активную концертную работу в Москве. В сезоне 1928/1929 годов провела гастроли в Риге, Либаве и других городах. Выступала на радио, в клубах и на заводах.
Макарова-Шевченко была популярна у слушателей и как исполнительница цыганских романсов и русских песен. Принимала участие в записях на грампластинки.
Умерла в Москве 6 декабря 1965 года. Похоронена на Ваганьковском кладбище.

## Роли и исполнение
- Хивря («Сорочинская ярмарка»);
- Евпраксея («Сказка о премудром Ахромее и прекрасной Евпраксее»),
- Горпина («Наталка Полтавка» Н. Лысенко).
- Наина,
- Хозяйка корчмы,
- Марфа («Хованщина»),
- Любаша («Царская невеста»),
- Солоха («Ночь перед Рождеством»),
- Власьевна («Псковитянка»),
- Любава,
- Весна-красна,
- Бобылиха,
- Свояченица,
- Амелфа,
- Графиня («Пиковая дама»),
- Марцелина («Свадьба Фигаро»),
- Марта («Фауст»),
- Кармен,
- Маддалена.

## Награды и звания
- В 1933 году была удостоена почётным званием — «Заслуженная артистка РСФСР»
- Орден «Знак Почёта» (02.06.1937) — за выдающиеся заслуги в деле развития оперного и балетного искусства